# Nati nel 1983/Marzo
| Questa pagina contiene informazioni ricavate automaticamente dalle voci biografiche con l'ausilio del template Bio e di un bot. L'aggiornamento è periodico e automatico e ricostruisce completamente la pagina. Se manca una persona in questa lista, sei pregato di non aggiungerla, ma accertati piuttosto che la sua voce biografica contenga il template Bio e che i dati anagrafici siano correttamente compilati. Se il template Bio manca, inseriscilo tu stesso o, in alternativa, metti l'avviso {{tmp\|Bio}} che ne segnala la mancanza. Se i dati riportati sono sbagliati, correggi direttamente la voce biografica; le modifiche saranno visibili in questa lista entro pochi giorni. Per chiarimenti vedi il progetto biografie. La lista contiene solo le 450 persone che sono citate nell'enciclopedia e per le quali è stato implementato correttamente il template Bio. Pagina aggiornata al 10 ago 2025. |

- 1º marzo - Daniel Carvalho, ex calciatore brasiliano
- 1º marzo - Claudio Coralli, calciatore italiano
- 1º marzo - Elán, cantante messicana
- 1º marzo - Molly Engstrom, hockeista su ghiaccio statunitense
- 1º marzo - Nathan Fake, musicista britannico
- 1º marzo - Kensuke Ushio, compositore giapponese
- 1º marzo - Mary Kom, pugile indiana
- 1º marzo - Mirko Kovač, ex cestista serbo
- 1º marzo - Ole Magnus Kulbeck, ex sciatore alpino norvegese
- 1º marzo - Lindsay Mendez, attrice e cantante statunitense
- 1º marzo - Lupita Nyong'o, attrice messicana
- 1º marzo - Giacomo Palazzesi, chitarrista italiano
- 1º marzo - Davey Richards, ex wrestler statunitense
- 1º marzo - Song Suk-woo, ex pattinatore di short track sudcoreano
- 1º marzo - Hideo Tanaka, ex calciatore giapponese
- 1º marzo - Shawn Toovey, attore statunitense
- 1º marzo - Melaine Walker, ostacolista giamaicana
- 1º marzo - Maxi Warwel, attrice tedesca
- 1º marzo - Stanka Zlateva, lottatrice bulgara
- 2 marzo - Igor Antón, ex ciclista su strada spagnolo
- 2 marzo - Francesco Dettori, allenatore di calcio e ex calciatore italiano
- 2 marzo - Deuce, rapper e produttore discografico statunitense
- 2 marzo - Honey Lee, modella e attrice sudcoreana
- 2 marzo - Lee Se-dol, goista sudcoreano
- 2 marzo - Lisandro López, ex calciatore argentino
- 2 marzo - Jay McClement, hockeista su ghiaccio canadese
- 2 marzo - Paulo Nagamura, allenatore di calcio e ex calciatore brasiliano
- 2 marzo - Rachel Roxxx, ex attrice pornografica statunitense
- 2 marzo - Ryan Shannon, ex hockeista su ghiaccio statunitense
- 2 marzo - Greg Watson, ex hockeista su ghiaccio canadese
- 3 marzo - Manuel Da Tos, ex hockeista su ghiaccio italiano
- 3 marzo - Hjalgrím Elttør, ex calciatore faroese
- 3 marzo - Heather Fell, pentatleta britannica
- 3 marzo - Keith Kelly, ex calciatore giamaicano
- 3 marzo - Kelly Key, cantante brasiliana
- 3 marzo - Cyril Lemoine, ex ciclista su strada francese
- 3 marzo - Tigran Vardan Martirosyan, sollevatore armeno
- 3 marzo - Olim Navkarov, ex calciatore uzbeko
- 3 marzo - Karol Nawrocki, politico e storico polacco
- 3 marzo - Lena Nazaryan, politica e giornalista armena
- 3 marzo - Sarah Poewe, ex nuotatrice sudafricana
- 3 marzo - Daniele Porcu, fantino italiano († 2018)
- 3 marzo - João Paulo Tavares, pallavolista brasiliano
- 3 marzo - Bruno Zanuto, pallavolista brasiliano
- 3 marzo - Vladimir Đilas, calciatore serbo
- 4 marzo - Louis Agyemang, ex calciatore ghanese
- 4 marzo - Zoran Baldovaliev, ex calciatore macedone
- 4 marzo - Carlinhos Paraíba, ex calciatore brasiliano
- 4 marzo - Esteban Conde, allenatore di calcio e ex calciatore uruguaiano
- 4 marzo - Samuel Contesti, ex pattinatore artistico su ghiaccio francese
- 4 marzo - Safia Djelal, atleta paralimpica algerina
- 4 marzo - Jaque Fourie, rugbista a 15 sudafricano
- 4 marzo - Anita Gara, scacchista ungherese
- 4 marzo - Julija Guščina, velocista russa
- 4 marzo - Jessica Heap, attrice statunitense
- 4 marzo - Drew Houston, informatico e imprenditore statunitense
- 4 marzo - Stewart Kean, ex calciatore scozzese
- 4 marzo - Akeem Omolade, calciatore nigeriano († 2022)
- 4 marzo - Dante Senger, ex calciatore argentino
- 4 marzo - David Střihavka, ex calciatore e allenatore di calcio ceco
- 4 marzo - Cate Le Bon, cantautrice britannica
- 4 marzo - Olaf Wildeboer, ex nuotatore spagnolo
- 5 marzo - Mickaël Antoine-Curier, ex calciatore francese
- 5 marzo - Pablo Brandán, ex calciatore argentino
- 5 marzo - Filipo Bureta, calciatore samoano
- 5 marzo - Klavdia Calvo, ex cestista cubana
- 5 marzo - Patricio Cucchi, calciatore argentino
- 5 marzo - Edgar Dueñas, ex calciatore messicano
- 5 marzo - Julien Ielsch, ex calciatore francese
- 5 marzo - Heitor Shimbo, schermidore brasiliano
- 5 marzo - Đorđe Tutorić, ex calciatore serbo
- 5 marzo - Bram Verbist, allenatore di calcio e ex calciatore belga
- 5 marzo - Isabella Zilio, pallavolista italiana
- 5 marzo - Gabriel dos Santos Nascimento, ex calciatore brasiliano
- 6 marzo - Ahmed Al-Kaf, arbitro di calcio omanita
- 6 marzo - Tommaso Berni, ex calciatore italiano
- 6 marzo - Mathias Chago, ex calciatore camerunese
- 6 marzo - Enis Hajri, ex calciatore tunisino
- 6 marzo - Jared Homan, ex cestista statunitense
- 6 marzo - Michael Huff, ex giocatore di football americano statunitense
- 6 marzo - Carlo Emanuele Lanzavecchia, autore di giochi italiano
- 6 marzo - Mike McDaniel, allenatore di football americano statunitense
- 6 marzo - Giulia Quintavalle, judoka italiana
- 6 marzo - Mario Scheiber, allenatore di sci alpino e ex sciatore alpino austriaco
- 6 marzo - Christin Steuer, tuffatrice tedesca
- 6 marzo - Andranik Teymourian, allenatore di calcio e ex calciatore iraniano
- 7 marzo - Raquel Alessi, attrice statunitense
- 7 marzo - Nico Royale, cantante italiano
- 7 marzo - Cedric Bozeman, ex cestista statunitense
- 7 marzo - Haruichi Furudate, fumettista giapponese
- 7 marzo - Dean Hammond, ex calciatore inglese
- 7 marzo - Eye Haïdara, attrice francese
- 7 marzo - Greta Lee, attrice statunitense
- 7 marzo - Ed Ling, tiratore a volo britannico
- 7 marzo - Manucho, calciatore angolano
- 7 marzo - Hettienne Park, attrice e scrittrice statunitense
- 7 marzo - Maximiliano Richeze, ex ciclista su strada argentino
- 7 marzo - Kgomotso Sefolosha, ex cestista svizzero
- 8 marzo - Saša Božičič, ex calciatore sloveno
- 8 marzo - Maialen Chourraut, canoista spagnola
- 8 marzo - Alexandre Silva Cleyton, ex calciatore brasiliano
- 8 marzo - Nadzeja Drozd, ex cestista bielorussa
- 8 marzo - Olivia Ghezzi Perego, stilista italiana
- 8 marzo - Mensur Idrizi, ex calciatore macedone
- 8 marzo - Mathias Kiwanuka, ex giocatore di football americano statunitense
- 8 marzo - Nino Machaidze, soprano georgiano
- 8 marzo - Claudia Mariani, ex calciatrice italiana
- 8 marzo - Selim Muho, giocatore di calcio a 5, allenatore di calcio a 5 e calciatore norvegese
- 8 marzo - Poliana Okimoto, ex nuotatrice brasiliana
- 8 marzo - André Clarindo dos Santos, ex calciatore brasiliano
- 8 marzo - Marcus Spears, ex giocatore di football americano statunitense
- 9 marzo - Dája Bedáňová, ex tennista ceca
- 9 marzo - Françoise Bella, calciatrice camerunese
- 9 marzo - Bobby Campo, attore statunitense
- 9 marzo - Luke Charteris, ex rugbista a 15 e allenatore di rugby a 15 britannico
- 9 marzo - Clint Dempsey, ex calciatore statunitense
- 9 marzo - Roberto Ferrari, ex ciclista su strada italiano
- 9 marzo - Mykola Iščenko, ex calciatore ucraino
- 9 marzo - Aaron Johnson, cestista statunitense
- 9 marzo - Simon Johnson, ex calciatore inglese
- 9 marzo - Łukasz Juszkiewicz, ex calciatore polacco
- 9 marzo - Johan Kjølstad, ex fondista norvegese
- 9 marzo - Nwamiko Madden, attore canadese
- 9 marzo - Ioannis Masmanidis, ex calciatore tedesco
- 9 marzo - Maite Perroni, attrice e cantautrice messicana
- 9 marzo - Leonardo Santiago, ex calciatore brasiliano
- 9 marzo - Wayne Simien, ex cestista statunitense
- 9 marzo - Antonino Spadaccino, cantante italiano
- 9 marzo - Marko Šuler, dirigente sportivo e ex calciatore sloveno
- 9 marzo - Dmitrij Telegin, pentatleta russo
- 9 marzo - John Teller, sciatore freestyle statunitense
- 9 marzo - Douglas Renato de Jesus, ex calciatore brasiliano
- 10 marzo - Natasha Alam, attrice e modella uzbeka
- 10 marzo - Nicolás Amodio, ex calciatore uruguaiano
- 10 marzo - Elena Bovina, ex tennista russa
- 10 marzo - Matteo Bugli, ex calciatore sammarinese
- 10 marzo - Che'Nelle, cantante malese
- 10 marzo - Brando De Sica, attore, regista e sceneggiatore italiano
- 10 marzo - Lashinda Demus, ostacolista e velocista statunitense
- 10 marzo - Rodrigo Galatto, ex calciatore brasiliano
- 10 marzo - Antoine Jordan, ex cestista statunitense
- 10 marzo - Enrica Marasca, canottiera italiana
- 10 marzo - César Andrés Mendoza, giocatore di beach soccer argentino
- 10 marzo - Janet Mock, scrittrice, attivista e attrice statunitense
- 10 marzo - Roberto Ochoa, ex calciatore salvadoregno
- 10 marzo - Nicolás Olmedo, ex calciatore argentino
- 10 marzo - Jonas Olsson, ex calciatore svedese
- 10 marzo - Manuel Ormazábal, ex calciatore cileno
- 10 marzo - Park Se-ra, schermitrice sudcoreana
- 10 marzo - Niki Belucci, disc jockey, ginnasta e ex attrice pornografica ungherese
- 10 marzo - Francesco Ruopolo, ex calciatore italiano
- 10 marzo - Ryu Hyun-kyung, attrice sudcoreana
- 10 marzo - Ellen Saint, attrice pornografica ceca
- 10 marzo - Sonim, cantante giapponese
- 10 marzo - Rafe Spall, attore britannico
- 10 marzo - Carrie Underwood, cantautrice e attrice statunitense
- 11 marzo - Jadranko Bogičević, ex calciatore bosniaco
- 11 marzo - Sarah Clements, attrice statunitense
- 11 marzo - Lucy DeVito, attrice statunitense
- 11 marzo - Żaneta Glanc, discobola polacca
- 11 marzo - Lukáš Krajíček, hockeista su ghiaccio ceco
- 11 marzo - Anton Kur'janov, hockeista su ghiaccio russo
- 11 marzo - Kamil Kuzera, ex calciatore polacco
- 11 marzo - Cristian Malmagro, ex pallamanista spagnolo
- 11 marzo - Luca Tomasig, ex calciatore italiano
- 11 marzo - Gilberto Velásquez, ex calciatore paraguaiano
- 12 marzo - Aleh Achrem, pallavolista bielorusso
- 12 marzo - Atif Aslam, cantante e attore cinematografico pakistano
- 12 marzo - Paulo Jorge Camões Martins, ex giocatore di calcio a 5 portoghese
- 12 marzo - Brendan Cook, ex hockeista su ghiaccio canadese
- 12 marzo - Adriano Facchini, ex calciatore brasiliano
- 12 marzo - Ron Funches, comico, attore e doppiatore statunitense
- 12 marzo - Fatah Gharbi, calciatore tunisino
- 12 marzo - Bojan Jordanov, pallavolista bulgaro
- 12 marzo - Mikko Koivu, hockeista su ghiaccio finlandese
- 12 marzo - Sukhwinder Singh, calciatore indiano
- 13 marzo - Scott Barrett, ex sciatore alpino canadese
- 13 marzo - Mariano Izco, ex calciatore e procuratore sportivo argentino
- 13 marzo - Dara Kovačević, ex cestista serba
- 13 marzo - Sandro Luiz da Silva, ex calciatore brasiliano
- 13 marzo - Vasilīs Maslarinos, allenatore di pallacanestro greco
- 13 marzo - Nam Phan, artista marziale misto statunitense
- 13 marzo - Rolando Ribera, allenatore di calcio e ex calciatore boliviano
- 13 marzo - Ryōta Sakurai, cestista giapponese
- 13 marzo - Kaitlin Sandeno, nuotatrice statunitense
- 13 marzo - Monika Sozanska, schermitrice tedesca
- 13 marzo - Niklas Tarvajärvi, ex calciatore finlandese
- 13 marzo - Erkan Veyseloğlu, cestista turco
- 14 marzo - Bakhtiyar Artayev, pugile kazako
- 14 marzo - Valentina Boni, ex calciatrice italiana
- 14 marzo - Mike Brisiel, giocatore di football americano statunitense
- 14 marzo - Fabrice Do Marcolino, ex calciatore gabonese
- 14 marzo - Johnny Flynn, musicista, cantante e attore sudafricano
- 14 marzo - José Furtado, ex calciatore capoverdiano
- 14 marzo - Vitaa, cantante francese
- 14 marzo - Vincent Grier, ex cestista statunitense
- 14 marzo - Taylor Hanson, cantante e musicista statunitense
- 14 marzo - Kristaps Janičenoks, ex cestista lettone
- 14 marzo - Léo Fortunato, ex calciatore brasiliano
- 14 marzo - Wolfang Mejías, schermidore venezuelano
- 14 marzo - Sirianis Méndez, pallavolista cubano
- 14 marzo - Vanessa Nagni, calciatrice italiana
- 14 marzo - Massimo Penasa, ex sciatore alpino italiano
- 14 marzo - Amber Stachowski, ex pallanuotista statunitense
- 14 marzo - Chaher Zarour, calciatore francese
- 15 marzo - Florian Becke, ex bobbista tedesco
- 15 marzo - Florencia Bertotti, attrice e cantautrice argentina
- 15 marzo - Sean Biggerstaff, attore britannico
- 15 marzo - Severin Blindenbacher, hockeista su ghiaccio svizzero
- 15 marzo - Bobby Boswell, ex calciatore statunitense
- 15 marzo - Jeremías Caggiano, ex calciatore argentino
- 15 marzo - Roberto Donati, velocista italiano
- 15 marzo - Grégory Dufrennes, ex calciatore francese
- 15 marzo - Eva Ekvall, modella e conduttrice televisiva venezuelana († 2011)
- 15 marzo - Jean-Jacques Gosso, ex calciatore ivoriano
- 15 marzo - Kōstas Kaimakoglou, ex cestista greco
- 15 marzo - Vassy, cantautrice australiana
- 15 marzo - Marko Marinović, ex cestista e allenatore di pallacanestro serbo
- 15 marzo - Daryl Murphy, ex calciatore irlandese
- 15 marzo - Vimala Pons, attrice e circense francese
- 15 marzo - TJR, cantante, produttore discografico e disc jockey statunitense
- 15 marzo - Djelaludin Sharityar, ex calciatore afghano
- 15 marzo - Jōji Shibue, modello e attore giapponese
- 15 marzo - Elisa Spiropali, politica albanese
- 15 marzo - Alessia Tuttino, ex calciatrice italiana
- 15 marzo - Umut Bulut, ex calciatore turco
- 15 marzo - Kyle Veris, ex calciatore statunitense
- 15 marzo - Jessica Wittner, astronauta statunitense
- 16 marzo - Tor Arne Andreassen, ex calciatore norvegese
- 16 marzo - Stephanie Gatschet, attrice statunitense
- 16 marzo - Vitali Gussev, ex calciatore estone
- 16 marzo - Ben Hebert, giocatore di curling canadese
- 16 marzo - Yaroslav Krushelnitskiy, ex calciatore uzbeko
- 16 marzo - Woodkid, cantautore, compositore e regista francese
- 16 marzo - Jani Lyyski, ex calciatore finlandese
- 16 marzo - Nicolás López, regista, produttore cinematografico e attore cileno
- 16 marzo - Joe Mande, comico, attore e sceneggiatore statunitense
- 16 marzo - Alexander Miesen, politico belga
- 16 marzo - Benjamin Ortner, ex cestista austriaco
- 16 marzo - Rafael Rato, giocatore di calcio a 5 brasiliano
- 16 marzo - Nicolas Rousseau, ex ciclista su strada e pistard francese
- 16 marzo - Noemi Smorra, cantante e attrice italiana
- 16 marzo - Tramon Williams, ex giocatore di football americano statunitense
- 16 marzo - Boris Zloković, ex pallanuotista montenegrino
- 17 marzo - Ishfaq Ahmed, allenatore di calcio e ex calciatore indiano
- 17 marzo - Julija Birjukova, schermitrice russa
- 17 marzo - Christian Brink, calciatore norvegese
- 17 marzo - Zenon Caravella, ex calciatore australiano
- 17 marzo - Mathieu Claude, ex ciclista su strada francese
- 17 marzo - Tamara Gachechiladze, cantante, compositrice e attrice georgiana
- 17 marzo - Astrid Guyart, schermitrice francese
- 17 marzo - Chris Hernández, ex cestista statunitense
- 17 marzo - Stefano Mancinelli, ex cestista italiano
- 17 marzo - Jan Martykán, calciatore ceco
- 17 marzo - Raul Meireles, ex calciatore portoghese
- 17 marzo - Jelena Pandžić, tennista croata
- 17 marzo - Matteo Paro, allenatore di calcio e ex calciatore italiano
- 17 marzo - Emanuel Rivas, ex calciatore argentino
- 17 marzo - Paolo Sammarco, allenatore di calcio e ex calciatore italiano
- 17 marzo - Martin Shkreli, imprenditore e truffatore statunitense
- 17 marzo - Attila Vajda, canoista ungherese
- 17 marzo - Sebastijan Valentan, presbitero, teologo e magistrato sloveno
- 18 marzo - Cindy Busby, attrice canadese
- 18 marzo - Ethan Carter III, wrestler statunitense
- 18 marzo - Stéphanie Cohen-Aloro, ex tennista francese
- 18 marzo - Marco Fioravanti, politico italiano
- 18 marzo - Veaceslav Gojan, pugile moldavo
- 18 marzo - Anna Goodale, canottiera statunitense
- 18 marzo - Michel Guemart, ex pallavolista italiano
- 18 marzo - Hakan Balta, allenatore di calcio e ex calciatore turco
- 18 marzo - Tariq Hassan, calciatore emiratino
- 18 marzo - Kelly McCain, ex tennista statunitense
- 18 marzo - Aleš Mejač, ex calciatore sloveno
- 18 marzo - Mauro Olivi, ex calciatore argentino
- 18 marzo - Levi Rost, ex cestista statunitense
- 18 marzo - Brendan Schaub, artista marziale misto e ex giocatore di football americano statunitense
- 18 marzo - Tomasz Stolpa, ex calciatore polacco
- 19 marzo - Thiago Bordin, danzatore e coreografo brasiliano
- 19 marzo - Pablo Bustinduy, politico spagnolo
- 19 marzo - Elisa Cucchiella, rugbista a 15 italiana
- 19 marzo - Tomoyoshi Koyama, pilota motociclistico giapponese
- 19 marzo - Tuğçe Kumral, attrice turca
- 19 marzo - Daniil Martynov, generale russo
- 19 marzo - Federica Mazzone, ex cestista italiana
- 19 marzo - Matt McJunkins, bassista e produttore discografico statunitense
- 19 marzo - Matt Sydal, wrestler statunitense
- 20 marzo - Michael Cassidy, attore statunitense
- 20 marzo - Luca Ceccarelli, ex calciatore italiano
- 20 marzo - Luca Giacomelli Ferrarini, attore, cantante e regista italiano
- 20 marzo - Francesca Giogoli, ex pallavolista italiana
- 20 marzo - Ronny Hoareau, calciatore seychellese
- 20 marzo - Thomas Kahlenberg, allenatore di calcio e ex calciatore danese
- 20 marzo - Eiji Kawashima, calciatore giapponese
- 20 marzo - Jeanette Kwakye, ex velocista britannica
- 20 marzo - Diguinho, ex calciatore brasiliano
- 20 marzo - Jenni Vartiainen, cantante finlandese
- 21 marzo - Amanda Blank, cantante statunitense
- 21 marzo - Andrés Díaz, ex calciatore argentino
- 21 marzo - Anatolie Doroș, ex calciatore moldavo
- 21 marzo - Gonzalo Fierro, ex calciatore cileno
- 21 marzo - Vanessa Guide, attrice francese
- 21 marzo - Martina Hrašnová, martellista slovacca
- 21 marzo - Jennifer Lacy, ex cestista statunitense
- 21 marzo - Jean-François Montauriol, rugbista a 15 francese
- 21 marzo - Alana Nichols, cestista statunitense
- 21 marzo - Tasha Page-Lockhart, cantautrice statunitense
- 21 marzo - Romeo Papini, ex calciatore italiano
- 21 marzo - Lucila Pascua, ex cestista spagnola
- 21 marzo - Tomislav Puljić, ex calciatore croato
- 21 marzo - Surkumar Singh, calciatore indiano
- 21 marzo - Gennaro Troianiello, allenatore di calcio e ex calciatore italiano
- 21 marzo - Vladimir Zafirov, calciatore bulgaro
- 21 marzo - Andrij Zaporožan, allenatore di calcio e ex calciatore ucraino
- 22 marzo - Mauro Cerilli, artista marziale misto italiano
- 22 marzo - Dyego Coelho, allenatore di calcio e ex calciatore brasiliano
- 22 marzo - Thomas Davis, giocatore di football americano statunitense
- 22 marzo - Yousef Karami, ex taekwondoka iraniano
- 22 marzo - Heather Lind, attrice statunitense
- 22 marzo - Wallace Martins, pallavolista brasiliano
- 22 marzo - Bryna McCarty, ex sciatrice alpina statunitense
- 22 marzo - Dagoberto Pelentier, ex calciatore brasiliano
- 22 marzo - Aleksandar Petrović, ex calciatore serbo
- 22 marzo - Maria Rydqvist, ex fondista svedese
- 22 marzo - Simon Sommerfeld, ex giocatore di football americano e allenatore di football americano tedesco
- 22 marzo - Agnieszka Wieszczek, lottatrice polacca
- 22 marzo - Anderson Ricardo dos Santos, ex calciatore brasiliano
- 23 marzo - Cleiton Xavier, ex calciatore brasiliano
- 23 marzo - Marcel Eger, ex calciatore tedesco
- 23 marzo - Mo Farah, mezzofondista e maratoneta britannico
- 23 marzo - Morgan Gould, ex calciatore sudafricano
- 23 marzo - Kader Mangane, dirigente sportivo e ex calciatore senegalese
- 23 marzo - Loree Moore, ex cestista e allenatrice di pallacanestro statunitense
- 23 marzo - Jon Otsemobor, ex calciatore inglese
- 23 marzo - Sascha Riether, ex calciatore tedesco
- 23 marzo - Jerome Thomas, ex calciatore inglese
- 23 marzo - Philipp Zeller, hockeista su prato tedesco
- 23 marzo - Luka Žinko, ex calciatore sloveno
- 24 marzo - Dmitrij Belorukov, allenatore di calcio e ex calciatore russo
- 24 marzo - Luca Ceccarelli, allenatore di calcio e ex calciatore italiano
- 24 marzo - Cristiano Del Grosso, allenatore di calcio e ex calciatore italiano
- 24 marzo - Aleksej Alekseevič Erëmenko, ex calciatore russo
- 24 marzo - Roman Fischer, calciatore ceco
- 24 marzo - T.J. Ford, ex cestista statunitense
- 24 marzo - Laura Lion, ex attrice pornografica ceca
- 24 marzo - Josh Neer, artista marziale misto statunitense
- 24 marzo - Gianluca Patricelli, ex pallanuotista italiano
- 24 marzo - Claudia Pigliapoco, schermitrice italiana
- 24 marzo - Karim Saidi, ex calciatore tunisino
- 24 marzo - Hörður Sveinsson, ex calciatore islandese
- 24 marzo - Luísa Tomás, ex cestista angolana
- 24 marzo - Mark Uhatahi, allenatore di calcio e ex calciatore tongano
- 24 marzo - Nerea Uriagereka, ex calciatrice spagnola
- 24 marzo - Mailín Vargas, pesista cubana
- 25 marzo - Akin Akingbala, ex cestista nigeriano
- 25 marzo - Žolt Der, ex ciclista su strada serbo
- 25 marzo - Franz Dinda, attore e produttore cinematografico tedesco
- 25 marzo - Nestor El Maestro, allenatore di calcio e ex calciatore serbo
- 25 marzo - Francisco Javier Gómez Noya, triatleta spagnolo
- 25 marzo - Mickaël Hanany, altista francese
- 25 marzo - Njazi Kuqi, ex calciatore finlandese
- 25 marzo - Cristóvão Ramos, ex calciatore portoghese
- 25 marzo - Nelson Rivas, ex calciatore colombiano
- 25 marzo - Fernando Seoane, ex calciatore spagnolo
- 25 marzo - Martín Silva, calciatore uruguaiano
- 25 marzo - Túlio Gustavo Cunha Souza, ex calciatore brasiliano
- 25 marzo - Sanja Starović, pallavolista bosniaca
- 26 marzo - Jacqueline Batteast, ex cestista statunitense
- 26 marzo - Roman Bednář, ex calciatore ceco
- 26 marzo - Mike Brenley, wrestler statunitense
- 26 marzo - David Ceresa, ex hockeista su ghiaccio italiano
- 26 marzo - Wagner Domingos, martellista brasiliano
- 26 marzo - Toni Elías, pilota motociclistico spagnolo
- 26 marzo - Daniel Ewing, ex cestista statunitense
- 26 marzo - Valentina Fambrini, calciatrice e ex giocatrice di calcio a 5 italiana
- 26 marzo - Jakub Hanák, canottiere ceco
- 26 marzo - Jeong Ji-hyeon, ex lottatore sudcoreano
- 26 marzo - J-five, rapper statunitense
- 26 marzo - Teemu Lassila, hockeista su ghiaccio finlandese
- 26 marzo - Jelena Lozančić, dirigente sportivo e ex pallavolista serba
- 26 marzo - Salesi Ma'afu, rugbista a 15 australiano
- 26 marzo - Jonida Maliqi, cantante e conduttrice televisiva albanese
- 26 marzo - Karina Maruyama, ex calciatrice giapponese
- 27 marzo - Alina Devecerski, cantante svedese
- 27 marzo - Julija Golubčikova, astista russa
- 27 marzo - Robert Guerrero, pugile statunitense
- 27 marzo - Vasilij Košečkin, hockeista su ghiaccio russo
- 27 marzo - Marco Aurélio Ribeiro Barbieri, ex calciatore brasiliano
- 27 marzo - Román Martínez, allenatore di calcio e ex calciatore argentino
- 27 marzo - Henri Ndreka, ex calciatore albanese
- 27 marzo - Ibezito Ogbonna, ex calciatore nigeriano
- 27 marzo - Igor Picușceac, allenatore di calcio e ex calciatore moldavo
- 27 marzo - Jacques Riparelli, velocista e ex militare italiano
- 28 marzo - Davidson Charles, ex calciatore haitiano
- 28 marzo - Ladji Doucouré, ex ostacolista francese
- 28 marzo - Seydou Koné, ex calciatore ivoriano
- 28 marzo - Ania Rusowicz, cantante polacca
- 28 marzo - Wang Yun, ex calciatore cinese
- 28 marzo - Demetrius Williams, giocatore di football americano statunitense
- 29 marzo - Eustathios Alōneutīs, ex calciatore cipriota
- 29 marzo - Paolo Bustreo, ex hockeista su ghiaccio italiano
- 29 marzo - Donald Cerrone, artista marziale misto e thaiboxer statunitense
- 29 marzo - Dušan Đorđević, ex cestista serbo
- 29 marzo - Drake Doremus, regista e sceneggiatore statunitense
- 29 marzo - Jamal El Ghannouti, ex giocatore di calcio a 5 e ex calciatore olandese
- 29 marzo - Jefferson Andrade da Silva Antônio, cestista brasiliano
- 29 marzo - Jackie Manuel, ex cestista e allenatore di pallacanestro statunitense
- 29 marzo - Ezgi Mola, attrice turca
- 29 marzo - Srđan Novković, ex calciatore serbo
- 29 marzo - Jane O'Donoghue, ex tennista britannica
- 29 marzo - Sergio Riva, ex bobbista italiano
- 29 marzo - Yusuf Saad Kamel, mezzofondista keniota
- 29 marzo - Yannick Salem, ex calciatore francese
- 29 marzo - Carel Sandon, ex pugile italiano
- 29 marzo - Gareth Sciberras, ex calciatore maltese
- 29 marzo - Ed Skrein, attore britannico
- 29 marzo - Somen Tchoyi, ex calciatore camerunese
- 29 marzo - Justin Tuck, ex giocatore di football americano statunitense
- 29 marzo - Jamie Woon, cantautore britannico
- 30 marzo - Jérémie Aliadière, ex calciatore francese
- 30 marzo - Daouda Diakité, ex calciatore burkinabé
- 30 marzo - Benson Egemonye, ex cestista nigeriano
- 30 marzo - Sean Garrett, cantautore e produttore discografico statunitense
- 30 marzo - James Goddard, ex nuotatore britannico
- 30 marzo - Zach Gowen, wrestler statunitense
- 30 marzo - Melvin Guillard, artista marziale misto statunitense
- 30 marzo - Margaret Hoelzer, ex nuotatrice statunitense
- 30 marzo - Britta Johansson Norgren, fondista svedese
- 30 marzo - Francesca Mari, ex pallavolista italiana
- 30 marzo - Patrick Murphy, politico statunitense
- 30 marzo - Milan Nikolić, ex calciatore serbo
- 30 marzo - Elvin Nuriyev, ex calciatore azero
- 30 marzo - Fabien Sanchez, ex pistard e ciclista su strada francese
- 30 marzo - Sarah Stevenson, taekwondoka britannica
- 30 marzo - Hebe Tien, cantante, attrice e conduttrice televisiva taiwanese
- 30 marzo - Yeom Ki-hun, allenatore di calcio e ex calciatore sudcoreano
- 31 marzo - 40, produttore discografico e attore canadese
- 31 marzo - Kamel Al-Mor, calciatore saudita
- 31 marzo - Hashim Amla, crickettista sudafricano
- 31 marzo - Ashleigh Ball, doppiatrice e musicista canadese
- 31 marzo - Sophie Hunger, cantautrice svizzera
- 31 marzo - Thierry Issiémou, calciatore gabonese
- 31 marzo - Silver Leppik, ex cestista estone
- 31 marzo - Vlasios Maras, ginnasta greco
- 31 marzo - Francesco Michelotti, politico italiano
- 31 marzo - Magno Novaes, ex calciatore brasiliano
- 31 marzo - Melissa Ordway, attrice e modella statunitense
- 31 marzo - Karen Persyn, ex sciatrice alpina belga
- 31 marzo - Sophie Rogall, attrice, doppiatrice e conduttrice radiofonica tedesca
- 31 marzo - Christian Scott, trombettista, compositore e produttore discografico statunitense
- 31 marzo - Karel Zelenka, ex pattinatore artistico su ghiaccio italiano